# Osage (Minnesota)
Osage – jednostka osadnicza w Stanach Zjednoczonych, w stanie Minnesota, w hrabstwie Becker.